# Химические реактивы
Химические реактивы (реагенты химические) — химические препараты, предназначенные для химического анализа, научно-исследовательских, различных лабораторных работ. В большинстве случаев химические реактивы представляют собой индивидуальные вещества; однако к реактивам относят и некоторые смеси веществ (например, петролейный эфир). Иногда реактивами называются растворы довольно сложного состава специального назначения (например, реактив Несслера — для определения аммиака).

## Степень чистоты
Так как содержание примеси может привести к изменению свойств вещества, необходимо иметь его наиболее чистым от примесей.
В зависимости от количества примесей и области применения для реактивов существуют следующие квалификации:

1. Технические (техн.)

2. Очищенные (оч.)

3. Чистые (ч.) — препараты наименьшей чистоты. Данной квалификацией обладают реактивы, использующиеся для учебных и препаративных целей. Могут содержать определенное количество дополнительных примесей, но их лимитированное количество ниже, чем таковое у «технических» препаратов.

4. Чистые для анализа (ч. д. а.) — реактивы для определения ионов, функциональных групп и др. (для данных реактивов обычно установлен показатель чувствительности к ионам, функциональным группам и др.), а также применяемые в обычной аналитике. Лимитированное количество примесей меньше, чем в «чистых» препаратах.

5. Химически чистые (х. ч.) — наиболее чистые препараты. Используются в аналитических и научно-исследовательских работах.
Область применения реактивов обозначают следующим образом:

1. Индикаторный (инд.)

2. Фармакопейный (фарм.)

3. Фотографический (фото)
Ниже приводятся концентрации различных ионов в растворах в зависимости от их квалификации:
| Реактив | Содержание Cl− | Содержание Cl− | Содержание Cl− | Содержание SO42− | Содержание SO42− | Содержание SO42− | Содержание Fe | Содержание Fe | Содержание Fe |
| Реактив | ч.             | ч. д. а.       | х. ч.          | ч.               | ч. д. а.         | х. ч.            | ч.            | ч. д. а.      | х. ч.         |
| ------- | -------------- | -------------- | -------------- | ---------------- | ---------------- | ---------------- | ------------- | ------------- | ------------- |
| HCl     | —              | —              | —              | 0,002            | 0,0005           | 0,0002           | 0,0005        | 0,0001        | 0,00005       |
| H2SO4   | 0,0005         | 0,0002         | 0,0001         | —                | —                | —                | 0,0003        | 0,0001        | 0,00005       |
| KH2PO4  | 0,01           | 0,005          | 0,002          | 0,01             | 0,005            | 0,002            | 0,005         | 0,002         | 0,001         |
| KOH     | 0,025          | 0,01           | 0,005          | 0,03             | 0,01             | 0,005            | 0,002         | 0,001         | 0,0005        |
| NaOH    | 0,025          | 0,01           | 0,005          | 0,03             | 0,01             | 0,005            | 0,002         | 0,001         | 0,0005        |

## Применение
Многие химические реактивы специально производятся для лабораторного использования, а также для опытов в учебных заведениях, но находят применение и очищенные химические продукты, выпускаемые для промышленных целей.

## Виды реактивов
Химические реактивы разделяют также на группы в зависимости от их состава: неорганические, органические реактивы, реактивы, содержащие радиоактивные изотопы, и др. По назначению выделяют прежде всего аналитические реактивы, а также химические индикаторы, органические растворители.

## Аналитические реактивы
Ценность и практическое значение аналитических реактивов определяются главным образом их чувствительностью и селективностью. Чувствительность химических реактивов — это наименьшее количество или наименьшая концентрация вещества (иона), которые могут быть обнаружены или количественно определены при добавлении реактива. Например, ион магния при концентрации 1,2 мг/л даёт ещё заметный осадок после прибавления растворов динатрийфосфата и хлорида аммония. Имеются значительно более чувствительные реактивы. Специфическими считаются такие реагенты, которые дают характерную реакцию с анализируемым веществом или ионом в известных условиях, независимо от присутствия других ионов. Специфичных реагентов известно очень мало (например, крахмал, применяемый для обнаружения иода). В аналитической химии приходится иметь дело главным образом с селективными и групповыми реагентами. Селективный реагент взаимодействует с небольшим числом ионов. Групповой реагент применяется для одновременного выделения многих ионов. Селективные аналитические реагенты представляют собой преимущественно сложные органические соединения, способные к образованию характерных внутрикомплексных соединений с ионами металлов. Большое значение в неорганическом анализе имеют такие органические реагенты, как 8-оксихинолин, дифенилтиокарбазон («дитизон»), a-бензоиноксим, 1-нитрозо-2-нафтол, диметилглиоксим, триокси-флуороны, комплексон III (см. Комплексоны), некоторые оксиазосоединения, дитиокарбаминаты, диэтилдитиофосфат, диантипирилметан и др. производные пиразолона. Известно много реагентов для органического функционального анализа. Например, фенилгидразин, 2,4-динитрофенилгидразин, семикарбазид и тиосемикарбазид применяются для качественного и количественного определения альдегидов и кетонов.

## Техника безопасности
Многие химические реактивы ядовиты, огнеопасны, взрывоопасны; поэтому при работе с ними необходимо соблюдать меры предосторожности.